# Kitzsteinhorn
Il Kitzsteinhorn è una montagna delle Alpi dei Tauri occidentali alta 3.203 m. Il Kitzsteinhorn si trova in Austria (Salisburghese) e fa parte degli Alti Tauri. La vetta è stata conquistata nel 1828 dall'alpinista Johann Entacher.
L'11 novembre 2000, a causa di un incendio avvenuto nel traforo della funicolare Gletscherbahn Kaprun 2, sono morti complessivamente 155 passeggeri (149 nel rogo).
All'epoca dei fatti si decise di mantenere in funzione il tunnel soltanto per il trasporto delle merci. Dopo avere considerato le valutazioni degli esperti, si è giunti alla conclusione che le fiamme del tunnel sotto al ghiacciaio sono sprigionate da un radiatore difettoso: questo avrebbe perso dell'olio, che a sua volta si sarebbe infiammato.